# Beretta Mx4 Storm
Die Beretta Mx4 Storm ist eine Maschinenpistole mit einfachem Masseverschluss. Hergestellt wird die Waffe vom italienischen Hersteller Beretta. Die Waffe wird standardmäßig im Kaliber 9x19 Parabellum angeboten, sie wird jedoch auch mit dem Kaliber .45 ACP gefertigt. Standardmäßig verschießt die Waffe 30 Schuss aus dem Magazin, jedoch kann nach Bedarf auch ein Pistolenmagazin verschossen werden. Die Waffe verfügt über Kimme und Korn, hat jedoch Picatinny-Schienen, die auch Optiken aufnehmen kann. Effektiv ist die Waffe auf 200 m und hat eine Mündungsgeschwindigkeit von 390 m/s. Die Mx4 reihte sich in die anderen Waffen der Storm-Kategorie ein, welche noch aus dem Cx4, die zivile Version des Maschinengewehrs, und der Px4, die Pistole, bestehen.

## Nutzer
- Indien – Das Ministry of Home Affairs nutzt die Waffe[3][2]
- Italien – Die Italienische Marine nutzt die Waffe[2]
- Libyen[2]
- Portugal[2]
- Venezuela – Guardia Nacional Bolivariana de Venezuela[2]